# Jessica Tow-Arnett
Pour les articles homonymes, voir Jessica Jones (homonymie) et Jones.
Jessica Tow-Arnett (née Jones le 15 novembre 1986 à Naperville) est une joueuse de volley-ball américaine. Elle mesure 1,91 m et joue au poste de centrale. Elle totalise 5 sélections en équipe des États-Unis.

## Clubs
| Club                    | De        | À         |
| ----------------------- | --------- | --------- |
| University of Minnesota | 2004-2005 | 2006-2007 |
| Gigantes de Carolina    | 2010-2010 | 2010-2010 |
| SVS Post Schwechat      | 2010-2011 | 2010-2011 |
| Lancheras de Cataño     | 2012-2012 | 2013-2013 |
| Azeryol Bakı            | 2013-2014 | 2013-2014 |
| Criollas de Caguas      | 2015-2015 | 2015-2015 |
| Azeryol Bakı            | 2015-2016 | 2015-2016 |
| Criollas de Caguas      | avr 2016  | mai 2016  |
| Seramiksan SK           | 2016-2017 | …         |

## Palmarès

### Clubs
- Championnat d'Autriche
  - Vainqueur : 2011.
- Championnat de Porto Rico
  - Vainqueur : 2012, 2015, 2016.
- Championnat d'Azerbaïdjan
  - Vainqueur : 2016.

### Distinctions individuelles
- Championnat du monde des clubs de volley-ball féminin 2012: Meilleure contreuse.